# 镇康膜叶铁角蕨
镇康膜叶铁角蕨（学名：Hymenasplenium quercicola）也称镇康铁角蕨，为铁角蕨科铁角蕨属下的一个种。